# Lourenties
Lourenties (okzitanisch: Hlorentias) ist eine französische Gemeinde mit 415 Einwohnern (Stand: 1. Januar 2022) im Département Pyrénées-Atlantiques in der Region Nouvelle-Aquitaine. Sie gehört zum Arrondissement Pau und ist Teil des Kantons Vallées de l’Ousse et du Lagoin (bis 2015: Kanton Pontacq).

## Geografie
Lourenties liegt am Plateau von Ger an der Grenze zur Region Midi-Pyrénées am Fuß der Pyrenäen. Lourenties wird im Norden durch den Gabas begrenzt. Umgeben wird Lourenties von den Nachbargemeinden Arrien im Norden, Eslourenties-Daban im Nordosten, Gardères im Osten, Luquet im Südosten, Espoey im Süden, Limendous im Westen und Südwesten sowie Espéchède im Westen und Nordwesten.

## Bevölkerungsentwicklung
| 1962                      | 1968 | 1975 | 1982 | 1990 | 1999 | 2006 | 2012 |
| ------------------------- | ---- | ---- | ---- | ---- | ---- | ---- | ---- |
| 187                       | 168  | 188  | 175  | 272  | 277  | 328  | 351  |
| Quelle: Cassini und INSEE |      |      |      |      |      |      |      |

## Sehenswürdigkeiten
- Kirche Saint-Jean-Baptiste aus dem 19. Jahrhundert

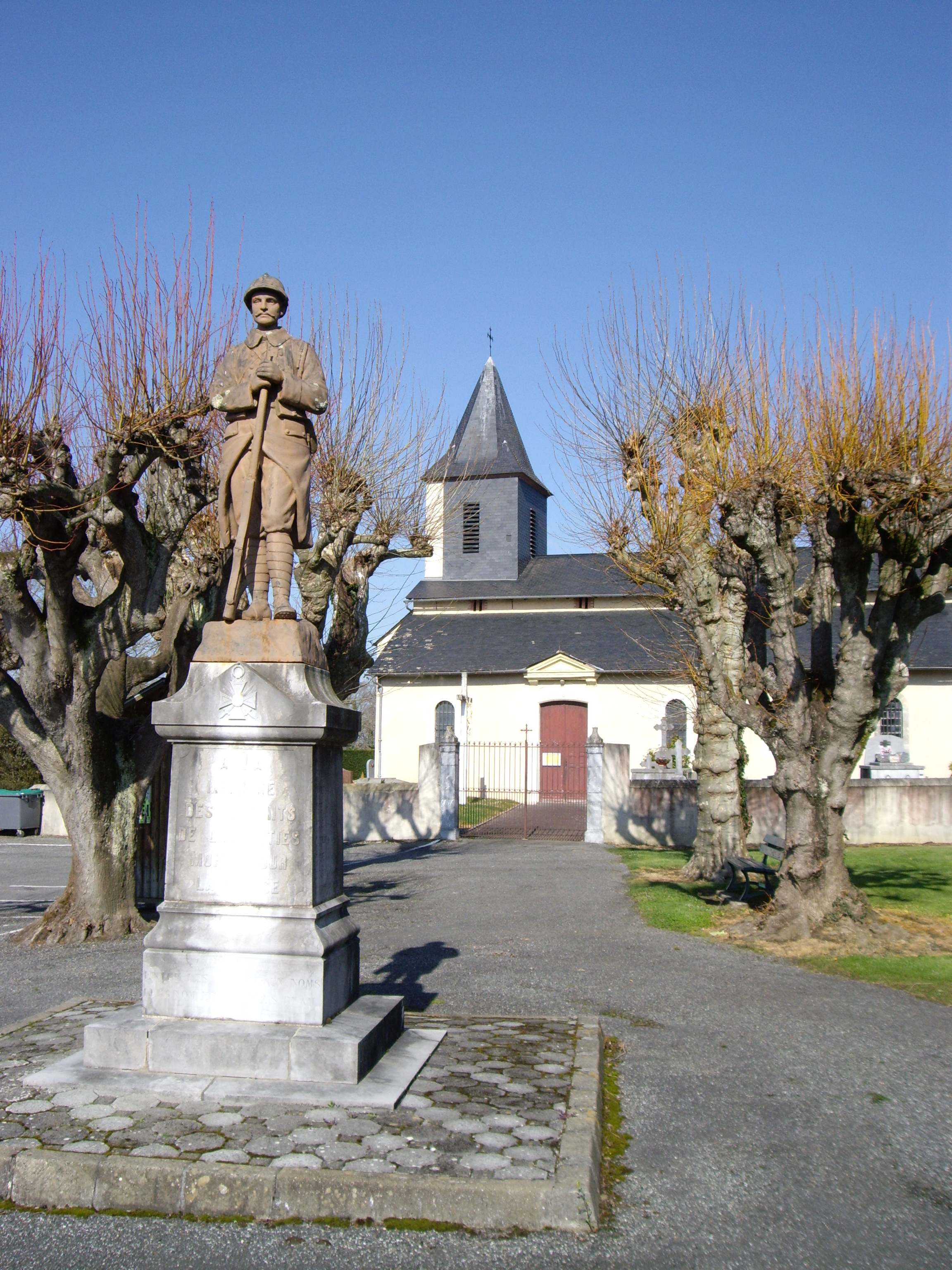
Kirche Saint-Jean-Baptiste